# Bäckseda församling
Bäckseda församling är en församling i Vetlanda pastorat i Njudung-Östra Värends kontrakt i Växjö stift. Församlingen ligger i Vetlanda kommun i Jönköpings län.

## Administrativ historik
Församlingen har medeltida ursprung.
Den 1 januari 1995 överfördes ett område med 258 personer från Bäckseda församling till Vetlanda församling.
Församlingen var tidigt annexförsamling i pastoratet Vetlanda och Bäckseda för att sedan utgöra ett eget pastorat. Från 1500-talet till 1604 var församlingen moderförsamling i Bäckseda och Näsby för att från 1604 till 1685 återigen utgöra ett eget pastorat och från 1686 till 1962 åter vara moderförsamling i pastoratet Bäckseda och Näsby. Från 1962 till 1995 var församlingen annexförsamling i pastoratet Vetlanda, Bäckseda och Näsby. Från 1995 utgjorde församlingen eget pastorat. Från 2006 ingick församlingen i Bäckseda-Korsberga pastorat.
Från 2018 ingår församlingen i Vetlanda pastorat.

## Klockare, kantor och organister
| Verksam   | Namn           | Levnadstid | Övrigt                |
| --------- | -------------- | ---------- | --------------------- |
| 1720-1759 | Sven Månsson   |            | Klockare              |
| 1760      | Olof Gutansson | 1722-      | Klockare              |
| 1749-1773 | Nils Beckström | 1728-      | Organist och klockare |
| 1778-1798 | Olof Strömbeck | 1722-      | Klockare              |
| 1801-1809 | Adam Bexell    | 1780-      | Klockare              |
| 1815-1846 | Jonas Bexell   | 1791-      | Klockare              |

## Kyrkor
- Bäckseda kyrka